# Home Nations Championship 1933
Nach dem Ausschluss Frankreichs wurde das Rugby-Union-Turnier Five Nations (heute Six Nations) von 1932 bis 1939 als Home Nations Championship mit vier britischen Mannschaften weitergeführt. Das Turnier des Jahres 1933 fand vom 21. Januar bis zum 1. April statt. Turniersieger wurde Schottland, das mit Siegen gegen alle anderen Teilnehmer die Triple Crown schaffte.

## Teilnehmer
| Land       | Stadion                            | Stadt            | Kapitän                      |
| ---------- | ---------------------------------- | ---------------- | ---------------------------- |
| England    | Twickenham Stadium                 | London           | Carl Aarvold / Tony Novis    |
| Irland     | Lansdowne Road / Ravenhill Stadium | Dublin / Belfast | Eugene Davy / George Beamish |
| Schottland | Murrayfield Stadium                | Edinburgh        | Ian Smith                    |
| Wales      | St Helen’s                         | Swansea          | Watcyn Thomas                |

## Tabelle
|    | Land       | Spiele | Siege | Unent. | Ndlg. | Spiel- punkte | Diff. | Tabellen- punkte |
| -- | ---------- | ------ | ----- | ------ | ----- | ------------- | ----- | ---------------- |
| 1. | Schottland | 3      | 3     | 0      | 0     | 22:9          | + 13  | 6                |
| 2. | England    | 3      | 1     | 0      | 2     | 20:16         | + 4   | 2                |
| 2. | Irland     | 3      | 1     | 0      | 2     | 22:30         | − 8   | 2                |
| 2. | Wales      | 3      | 1     | 0      | 2     | 15:24         | − 9   | 2                |

## Ergebnisse
| 21. Januar 1933 | England          | 3 : 7         | Wales                          | Twickenham Stadium, London Zuschauer: 64.000 Schiedsrichter: Thomas Bell (Irland) |
| 21. Januar 1933 | Versuche: Elliot | (3:0) Bericht | Versuche: Boon Dropgoals: Boon | Twickenham Stadium, London Zuschauer: 64.000 Schiedsrichter: Thomas Bell (Irland) |

| 4. Februar 1933 | Wales            | 3 : 11        | Schottland                                                 | St Helen’s, Swansea Schiedsrichter: J. G. Bott (England) |
| 4. Februar 1933 | Versuche: Arthur | (0:6) Bericht | Versuche: Jackson Smith Erhöhungen: Fyfe Straftritte: Fyfe | St Helen’s, Swansea Schiedsrichter: J. G. Bott (England) |

| 11. Februar 1933 | England                                                     | 17 : 6          | Irland                             | Twickenham Stadium, London Schiedsrichter: Malcolm Allan (Schottland) |
| 11. Februar 1933 | Versuche: Booth Gadney Novis (2) Sadler Erhöhungen: Kendrew | (9 : 3) Bericht | Versuche: Hunt Straftritte: Murray | Twickenham Stadium, London Schiedsrichter: Malcolm Allan (Schottland) |

| 11. März 1933 | Irland                                                | 10 : 5        | Wales                                 | Ravenhill Stadium, Belfast Schiedsrichter: Malcolm Allan (Schottland) |
| 11. März 1933 | Versuche: Barnes Straftritte: Siggins Dropgoals: Davy | (7:0) Bericht | Versuche: Bowcott Erhöhungen: Jenkins | Ravenhill Stadium, Belfast Schiedsrichter: Malcolm Allan (Schottland) |

| 18. März 1933 | Schottland     | 3 : 0         | England | Murrayfield Stadium, Edinburgh |
| 18. März 1933 | Versuche: Fyfe | (3:0) Bericht |         | Murrayfield Stadium, Edinburgh |

| 1. April 1933 | Irland                 | 6 : 8         | Schottland              | Lansdowne Road, Dublin Schiedsrichter: Barry Cumberledge (England) |
| 1. April 1933 | Versuche: Crowe Murray | (3:4) Bericht | Dropgoals: Jackson Lind | Lansdowne Road, Dublin Schiedsrichter: Barry Cumberledge (England) |